# HD 72945
HD 72945 è una stella binaria di magnitudine 6 situata nella costellazione del Cancro. Dista 87 anni luce dal sistema solare.

## Osservazione
Si tratta di una stella situata nell'emisfero celeste boreale, ma molto in prossimità dell'equatore celeste; ciò comporta che possa essere osservata da tutte le regioni abitate della Terra senza alcuna difficoltà e che sia invisibile soltanto nelle aree più interne del continente antartico. Nell'emisfero nord invece appare circumpolare solo molto oltre il circolo polare artico. La sua magnitudine pari a 6 la pone al limite della visibilità ad occhio nudo, pertanto per essere osservata senza l'ausilio di strumenti occorre un cielo limpido e possibilmente senza Luna.
Il periodo migliore per la sua osservazione nel cielo serale ricade nei mesi compresi fra dicembre e maggio; da entrambi gli emisferi il periodo di visibilità rimane indicativamente lo stesso, grazie alla posizione della stella non lontana dall'equatore celeste.

## Caratteristiche fisiche
La stella è una binaria spettroscopica, le cui due componenti orbitano attorno al comune centro di massa in 14,3 giorni; condivide anche il moto proprio con HD 72946, dalla quale dista da 230 a 260 UA, e la quale a sua volta fa parte di un sistema multiplo. Le due componenti del sistema hanno masse di 1,7 e 0,99 volte la massa solare.